# 罗兰·加洛斯
欧仁·阿德里安·罗兰·乔治·加洛斯（法語：Roland Garros，1888年10月6日—1918年10月5日），通常稱為罗兰·加洛斯（法語發音：[ʁɔlɑ̃ ɡaʁos]），法国一战时期的战斗机飞行员，被法国譽為民族英雄。

## 生平
加洛斯在一战爆发前就是一名著名的飞行员。1913年，他成为首位途中不着陆飞越地中海的人。次年，一战爆发，他加入了法国军队。经过几次战斗之后，他发觉一边驾驶飞机一边进行射击的难度太大，于是他在飞机前段加装了一座机枪，这样，他就可以将射击目标和飞行方向合二为一。为了防止螺旋桨被敌人的子弹击中，他还在螺旋桨上加装了钢片保护层。从1915年4月1日开始，他成功地击落了三架德国空军的飞机，在法国国内声名大振。
1915年4月18日，加洛斯的座机被击中，他不得不迫降在德国一侧的土地上。荷兰飞机设计师安东尼·福克在研究了加洛斯的座机结构后，研制出了射击断续器。这使得德国空军的飞机所向无敌，给协约国造成了著名的“福克灾难”。
1918年2月份，加洛斯成功地从德国的战俘营脱逃后，回到了法国军队服役。在1918年10月5日，他的飞机再次被击中，加洛斯因坠机身亡，年仅29岁，他就差僅僅一天就能過30歲生日。

## 评价
加洛斯不是王牌飞行员，因為他只击落过三架飞机，而首位王牌飞行员的荣誉应归于另一位法国飞行员Adolphe Pegoud。然而，加洛斯依然是一名出色的飞行员，并且可能是世界上最早的战斗机飞行员。

## 纪念
1920年，法国巴黎的一个网球场以他的名字命名为罗兰·加洛斯球场，这个球场用来举办网球大满贯赛事之一的法国网球公开赛。不久，这项赛事就被法国人称为“罗兰·加洛斯赛”。法国殖民地留尼汪岛上的国际机场留尼旺羅蘭·加洛斯機場也以“罗兰·加洛斯”命名。